# NGC 2988
NGC 2988 é uma galáxia espiral (Sbc) localizada na direcção da constelação de Leo. Possui uma declinação de +22° 00' 44" e uma ascensão recta de 9 horas, 46 minutos e 47,8 segundos.
A galáxia NGC 2988 foi descoberta em 19 de Fevereiro de 1855 por William Parsons.